# Mickey, il était une fois Noël
Pour plus de détails, voir Fiche technique et Distribution.
Mickey, il était une fois Noël en France, Suisse et Luxembourg ou Mickey et le Noël merveilleux au Québec, Belgique et Monaco (Mickey's Once Upon a Christmas) est un Special animé de Noël sorti directement en vidéo par Walt Disney Company en 1999. Il est divisé en trois histoires.
Une suite, Mickey, il était deux fois Noël, est sortie en 2004.

## Synopsis

### Donald, un Noël sans fin
Riri, Fifi et Loulou se réveillent un matin de Noël, puis descendent pour ouvrir leurs cadeaux, bien qu'ils soient censés attendre l'arrivée de la famille (Daisy, l'oncle Picsou et la tante Gertie) et ils prennent leurs nouvelles luges à l'oncle Donald sans prendre la peine de lire la carte attachée dessus. Après avoir joué avec leurs luges, les triplés assistent au dîner de Noël avec la famille, mais Donald leur crie dessus pour leurs mauvaises manières, et les garçons déclinent leurs propositions de chanter un chant de Noël. À l’heure du coucher, les garçons regrettent que la journée se termine rapidement, et décident de souhaiter que Noël soit tous les jours. Leur souhait est exaucé et la journée recommence à zéro et toute la famille l'ignore. Au début, ils apprécièrent mais après quelques jours, ils commencent à se lasser de Noël et que la journée se répète. Ils décident de changer le plan d'action du lendemain en jouant des tours et des farces, y compris en échangeant la dinde cuite par une vraie dinde au dîner qui met du désordre dans la maison, gâchant ainsi le Noël pour tout le monde, même pour Donald.
Peu de temps après, les garçons ont lu la carte qui leur a été donnée plus tôt par Donald et Daisy. La carte leur souhaite de l'amour et explique que Noël n'est pas seulement une question de cadeaux, il s'agit aussi d'être en famille. Les garçons se sentent coupables et décident de se faire pardonner en faisant du lendemain le meilleur Noël pour tous. Alors que les garçons répandent l'amour et la joie en donnant des baisers à tante Gertie et en aidant Daisy à dîner, Donald commence à se méfier. Tout en chantant des chants, Donald exige que les garçons lui disent quel mauvais coup ils préparent ou ont fait. Daisy pense que c’est Donald qui gâche Noël pour les avoir accusés à tort mais les triplés admettent les doutes de Donald en révélant qu’ils avaient l’intention d’offrir à leurs oncle un voilier fabriqué à partir de leurs luges. Vraiment surpris, embarrassé et touché, Donald remercie ses neveux d'un câlin chaleureux. À la fin le lendemain, les garçons se rendent compte que la boucle temporelle de Noël s’est terminée après avoir compris le véritable sens de Noël.

### Dingo, Père Noël
Après que Dingo et Max  aient posté une lettre au Père Noël. Leur voisin Pat dit à Max que le Père Noël n'existe pas, disant que c’est impossible de faire le tour du monde en une nuit. Depuis, Max commence à avoir des doutes sur l’existence du Père Noël, et cela s’amplifie lorsqu’il apprend que son père se fait passer pour le Père Noël aux enfants d’un famille fauchée. Dingo est déterminé à prouver à Max que le Père Noël existe et reste debout toute la nuit de Noël pour garder un œil sur lui tandis que Max, encore amer, veut juste passer à autre chose.
Après avoir pris un Cambrioleur (qui volait la maison de Pat) pour le Père Noël, Dingo finit par perdre espoir sur l’existence du Père Noël. Max fait alors tout pour remonter le moral à son père en essayant de le rendre à nouveau heureux même jusqu’à se faire passer pour Père Noël. En fin de compte, le vrai Père Noël se montre enfin et donne à Max le cadeau qu'il avait demandé plus tôt (tout en déblayant la neige de chez Dingo vers celle de Pat comme punition). Quand Max demande à Dingo si le Père Noël lui a offert son cadeau, Dingo lui répond que chaque année, il demande la même chose et qu'il l'obtient toujours - le bonheur de Max.

### Mickey, le plus beau cadeaux
Mickey veut offrir à Minnie une chaîne en or pour sa montre familiale, il travaille dans l’atelier de sapin de Pat Hibulaire (qui conçoit de faux sapin géant à des prix cher). Minnie veut elle aussi offrir à Mickey quelque chose de spécial pour Noël, alors qu’elle travaille dur à son travail chez Mortimer pour obtenir un bonus pour acheter un cadeau. Lorsque Mickey offre un petit arbre à une famille pauvre qui ne peut pas se permettre d'acheter un sapin géant, son patron avide Pat vole l'argent de Mickey et le renvoie. Pat met par inadvertance son cigare allumé dans sa poche avec l'argent de Mickey sans s'en rendre compte, ce qui déclenche une séquence qui finit par mettre le feu à lui-même, à l'argent et à ses sapin, à la grande consternation de Pat. Pendant ce temps, le bonus de Minnie de son patron avide Mortimer Mouse ne s'avère rien d'autre qu'un gâteau aux fruits.
Après avoir joué de l’harmonica pour une collecte de jouets pour les Firehouse Five, Mickey a l'idée qu'il peut échanger son harmonica contre la chaîne d'or. Le magasin ferme quand il y arrive et le propriétaire qui vient de partir n'est pas intéressé par l'harmonica jusqu’à ce qu’il entend Mickey en jouer. De retour chez Minnie, Mickey lui donne la chaîne pour sa montre, mais elle lui révèle qu'elle l’a vendue pour acheter à Mickey un étui pour son harmonica, mais il lui révèle qu’il à fait la même chose pour sa chaîne. Cependant, Mickey et Minnie sont touchés par l’un et l’autre en voyant jusqu'où ils sont allés pour leurs offrir.

### Finale
Le film se conclut par les personnages principaux des trois histoires réunies pour chanter diverses chansons de Noël comme "Vive le vent", "Falalalala" et "vous souhaitons un joyeux Noël".

## Fiche technique
- Titre original : Mickey's Once Upon a Christmas
- Titre français : Mickey, il était une fois Noël
- Réalisation : Alex Mann, Bradley Raymond, Jun Falkenstein, Bill Speers et Toby Shelton
- Scénario : Charlie Cohen, Thomas Hart, Scott Gorden, Tom Nance, Carter Crocker, Richard Cray, Temple Matthews et Eddie Guzelian
- Musique : Eric Schmidt
- Production : Sharon Morill
- Société de production : Walt Disney Television Animation
- Société de distribution : Buena Vista Home Entertainment
- Pays d'origine :  États-Unis
- Langue originale : anglais
- Format : couleurs - digital - 1,78:1 - son Dolby stéréo
- Durée : 65 minutes
- Dates de sortie :
  - États-Unis : 9 novembre 1999
  - France : 23 novembre 1999

## Distribution

### Voix originales
- Wayne Allwine : Mickey Mouse
- Russi Taylor : Minnie Mouse, Riri, Fifi, Loulou
- Tony Anselmo : Donald Duck
- Diane Michelle : Daisy Duck (The Gift of Magi)
- Tress MacNeille : Daisy Duck, Tic, Tante Gurtie
- Alan Young : Picsou
- Bill Farmer : Dingo, Pluto
- Corey Burton : Tac
- Shaun Fleming : Max Goof
- Jim Cummings : Pat Hibulaire, Père-Noël, Policier, Facteur, Chef des pompiers, Père, Homme
- Jeff Bennett : Père, Pompier #2, Mortimer, Annonceur du magasin, Homme, Client
- Gregg Berger : M.. Anderson, Client
- Pat Musick : Dame en détresse, Dame en colère, Dame excentrique, Cliente, Madame Anderson
- Frank Welker : Dinde, Figaro
- Mae Whitman : Fillette
- April Winchell : Mère, Vieille femme, Pompière, Pompière #1
- Kelsey Grammer : Narrateur

### Voix françaises
- Laurent Pasquier : Mickey Mouse
- Marie-Charlotte Leclaire : Minnie Mouse
- Gérard Rinaldi : Dingo
- Sylvain Caruso : Donald Duck
- Sybille Tureau : Daisy Duck
- Dominique Poulain : Daisy Duck (chansons)
- Martine Reigner : Riri, Fifi et Loulou
- Karine Costa : Riri, Fifi et Loulou (chansons)
- Arthur Pestel : Max Goof
- Pierre Baton : Balthazar Picsou
- Alain Dorval : Pat Hibulaire
- Danièle Hazan : Tante Gurtie / Mme Anderson
- Cédric Dumond : Mortimer Mouse
- Béatrice Belthoise : Tic
- Philippe Videcoq : Tac
- Jean Barney : Narrateur
- Jean-Pierre Gernez : Chef des pompiers
- Vincent Ropion : Un pompier
- Frédéric Cerdal : M. Anderson
- Kelly Marot, Coco Noël, Adrien Prigent, Gilles Brimac : voix additionnelles

## Sortie vidéo
- 2001 : DVD simple. La pochette a été créée par Rick Law.